# Magdalena Celówna
Magdalena Celówna (ur. 3 kwietnia 1940 w Mierzawie) – polska aktorka filmowa i telewizyjna.

## Życiorys
W latach 1962–1964 studiowała filologię polską na Uniwersytecie Warszawskim. W 1967 roku ukończyła studia na Wydziale Aktorskim PWSTiF w Łodzi. Występowała w Teatrze Powszechnym w Warszawie (1967–1968), Teatrze Narodowym w Warszawie (1968–1971), Teatrze Polskim w Cieszynie (1973–1975) oraz Teatrze Rozmaitości w Warszawie (1979–1991).

## Filmografia
- Treasure jako Zuzanna Ulicz (2024)
- Prawo Agaty, jako pani Wanda (odc. 57) (2014)
- Lekarze, jako starsza pani (odc. 8) (2012)
- Mamuśki, jako Maria Raniewska (odc. 15) (2007)
- Ja wam pokażę!, jako pedagog w liceum (odc. 3, 4 i 8) (2007)
- Dziki 2: Pojedynek, jako matka Asi (2005)
- Mój Nikifor, jako gospodyni Nikifora (2004)
- Plebania, jako Stasia Kurkiewicz (2000–2007)
- Historia o proroku Eliaszu z Wierszalina, jako Nina, żona Wasyla (1997)
- Banda Rudego Pająka, jako sąsiadka Brygidki (odc. 2 i 5) (1988)
- Ballada o Januszku, jako urzędniczka w spółdzielni mieszkaniowej (1987)
- 07 zgłoś się, jako Zofia Sulima (1976–1987)
- Nie lubię poniedziałku (1971)
- Do przerwy 0:1, kelnerka w kawiarni (odc. 2), (1969)
- Gangsterzy i filantropi, jako córka Kowalskich, (1962)

Źródło: Filmpolski.pl.